# 柘州
柘州，中国唐朝时设置的州。
唐高宗显庆三年（658年），开置柘州。下设柘县（今四川省黑水县芦花镇下打古村）和乔珠县（今四川省黑水县芦花镇三打古牧场）。以山多柘木为名，治所在柘县。天宝元年（742年），改为蓬山郡。乾元元年（758年），复为柘州。广德后陷落吐蕃，故治在今四川省松潘县叠溪营西。
柘州刺史
- 和逢尧（开元年间）